# Newtown AFC
Newtown Association Football Club (velšsky Clwb Pêl-droed y Drenewydd) je velšský fotbalový klub z Newtownu. Hraje Cymru Premier, nejvyšší fotbalovou soutěž Walesu. Domácí zápasy hraje na Latham Parku s kapacitou 5000 diváků. Klub se několikrát kvalifikoval do Evropské ligy (Poháru UEFA) a Evropské konferenční ligy.

## Rivalita
Newtown hraje derby s blízkými Caersws FC. V lize hrají derby s Aberystwyth Town FC a The New Saints FC.

## Soupiska
K 1. 2. 2025
| Číslo |          | Pozice | Hráč               |
| ----- | -------- | ------ | ------------------ |
| 1     | Filipíny | B      | Julian Schwarzer   |
| 2     | Anglie   | Z      | Oliver Sharp       |
| 3     | Wales    | O      | Callum Roberts     |
| 4     | Anglie   | Z      | Desean Martin      |
| 5     | Wales    | O      | Kieron Mills-Evans |
| 6     | Wales    | O      | Shane Sutton       |
| 8     | Wales    | Z      | Rob Evans          |
| 9     | Anglie   | Ú      | Jason Oswell       |
| 11    | Anglie   | Ú      | Zeli Ismail        |
| 12    | Wales    | Z      | Devon Torry        |
| 13    | Itálie   | B      | Sam Ussher         |
| 14    | Anglie   | Ú      | Aaron Williams     |

| Číslo |         | Pozice | Hráč                                     |
| ----- | ------- | ------ | ---------------------------------------- |
| 15    | Itálie  | Ú      | Hanoch Boakye                            |
| 16    | Anglie  | Z      | Dylan Downs                              |
| 18    | Francie | Ú      | Wahib Tahra                              |
| 20    | Wales   | Z      | Jojo Harries                             |
| 22    | Anglie  | Z      | Calvin Smith                             |
| 23    | Anglie  | Z      | Oliver Sharp                             |
| 24    | Wales   | Z      | George Hughes                            |
| 26    | Anglie  | Ú      | James Rainbird (na hostování z Wrexhamu) |
| 27    | Wales   | O      | Dominic Smith                            |
| 31    | Wales   | Ú      | Craig Williams                           |
| 33    | Wales   | Z      | Tarran Hollinshead                       |
| 37    | Anglie  | Ú      | Rackeem Reid                             |

## Úspěchy
- Velšský fotbalový pohár
  - : 1878/79, 1894/95
  - : 1880/81, 1885/86, 1887/88, 1896/97, 2014/15
- Ligový pohár
  - : 2011/12
- Velšská liga
  - : 1995/96, 1997/98